# Đường sắt cao tốc Bắc Kinh – Thượng Hải
Đường sắt cao tốc Bắc Kinh – Thượng Hải (hoặc viết tắt đường sắt cao tốc Kinh Hỗ trong tên tiếng Trung) một tuyến đường sắt cao tốc 1.318 km kết nối hai khu vực kinh tế chính của Cộng hòa nhân dân Trung Hoa: Vùng kinh tế quanh Bột Hải và đồng bằng châu thổ sông Dương Tử. Công tác xây dựng bắt đầu vào ngày 18 tháng 4 năm 2008, và một buổi lễ để đánh dấu việc hoàn thành lắp đặt theo dõi đã được tổ chức vào ngày 15 tháng 11 năm 2010. Tuyến này mở cửa phục vụ thương mại cho công chúng vào ngày 30 tháng 6 năm 2011 tuyến đường sắt này là của đường cao tốc dài nhất thế giới từng được xây dựng trong một giai đoạn duy nhất.
Tuyến đường sắt cao tốc Bắc Kinh - Thượng Hải dài 1.318 km có tổng kinh phí đầu tư xây dựng hơn 33 tỉ USD, chạy qua 7 tỉnh, thành dọc theo bờ biển phía đông Trung Quốc.